# Morane-Saulnier MS.435
Morane-Saulnier MS.435 byl francouzský dvoumístný dolnoplošník celokovové konstrukce, navržený firmou Morane-Saulnier,  který poprvé vzlétl 6. prosince 1939 z Tarbes.

## Vznik a vývoj
Jednalo se o odvozeninu typu Morane-Saulnier MS.406, tehdy hlavního stíhacího letounu Armée de l'Air, tvořícího výzbroj třinácti stíhacích skupin, a vyrobeného v celkovém počtu 1 080 kusů.
Vznikl pouze jeden prototyp. Francouzské letectvo udělilo na začátku roku 1940 objednávku na šedesát letounů, ale vzhledem k upřednostnění výroby stíhaček a nákupu amerických pokračovacích cvičných letounů North American NA-16 nebyla výroba MS.435 realizována.

## Specifikace
Údaje dle

### Technické údaje
- Osádka: 2
- Rozpětí: 10,71 m
- Délka: 8,90 m
- Výška: 3,19 m
- Nosná plocha: 18,00 m²
- Hmotnost prázdného letounu: 1 657 kg
- Vzletová hmotnost: 2 150 kg
- Pohonná jednotka: 1 ×  vzduchem chlazený devítiválcový hvězdicový motor Gnome-Rhône 9Kdrs
- Výkon pohonné jednotky: 550 k

### Výkony
- Maximální rychlost: 395 km/h ve výši 1 700 m
- Stoupavost:
- Dostup: 6 500 m
- Dolet: